# Stylonurus
Stylonurus is een geslacht van uitgestorven eurypterida van de familie Stylonuridae, dat leefde van het Siluur tot het Devoon. Het geslacht bevat drie soorten: Stylonurus powriensis uit het Devoon van Schotland, Stylonurus shaffneri uit het Devoon van Pennsylvania en Stylonurus perspicillum uit het Devoon van Duitsland. De toewijzing van S. perspicillum en S. shaffneri aan het geslacht is twijfelachtig. De eerder toegewezen soort S. ensiformis wordt tegenwoordig beschouwd als synoniem met S. powriensis.

## Beschrijving
Stylonuriden, die leefden van de Ordovicium tot het Onder-Perm, waren kleine tot zeer grote vormen met schubben die uitgroeiden tot knobbeltjes en knoppen. Het lange, spits toelopende lichaam had een lange, scherpe staart. Het prosoma (hoofd) vertoonde een variabele vorm, met gebogen samengestelde ogen, die subcentraal of voorwaarts waren geplaatst. Hun buik was slank. Hun lopende benen waren lang en krachtig, soms gekenmerkt door stekels. De meeste geslachten hadden geen zwembenen. Stylonurus onderscheidt zich van andere stylonuriden door hun gladde oppervlak en het sterk langwerpige 5e (laatste) paar lopende benen, die reikte tot het telson, die lang en stijlvormig was. Het prosoma (kop) varieerde van semi-ovaal tot subrechthoekig.

## Leefwijze
Dit dier was een krachtige zwemmer en leefde in brak water, waar het zich voedde met kleine evertebraten.